# Arbitraż międzynarodowy
Arbitraż międzynarodowy (z fr. arbitrage 'sąd rozjemczy' od łac. arbiter 'świadek, rozjemca') – rozjemstwo, rozwiązywanie sporu pomiędzy państwami za pomocą orzeczenia wydanego przez jednego lub więcej arbitrów wybranych przez strony.

## Rodzaje
- fakultatywny, gdy strony wyrażają zgodę (tzw. kompromis) na oddanie sporu pod arbitraż:
  - fakultatywny niezorganizowany, gdy strony wybierają arbitrów dla poszczególnych sporów,
  - fakultatywny zorganizowany, gdy istnieje stały sąd rozjemczy, któremu strony przekazują spory,
- obligatoryjny, gdy strony w uprzednio zawartej umowie (w tzw. klauzuli arbitrażowej) zgodziły się, że na żądanie jednej z nich spór będzie oddany pod arbitraż[2].

Istnieją dwa sposoby wyznaczania składu sądów arbitrażowych. Pierwszy z nich to tradycyjny sposób, zwany europejskim lub klasycznym. Polega on na tym, że spór rozstrzyga głowa wybranego państwa trzeciego (np. król, prezydent, papież). Zaletą tej formy jest fakt, że osoba rozstrzygająca jest niezależna, nie ma żadnych motywów aby być stronniczym i posiada duży autorytet w środowisku międzynarodowym. Wadą natomiast może być brak fachowości i kompetencji.
Drugi system, tzw. amerykański polega na oddaniu sporu do rozstrzygnięcia komisji mieszanej (joint commission). Taka komisja składa się z trzech lub pięciu członków, z czego jeden lub dwóch członków wydelegowanych jest z państw uczestniczących w sporze, i jednego przewodniczącego (superarbitra), wybranego za obopólną zgodą tych państw. Niewątpliwą zaletą tego systemu jest fachowość komisji oraz fakt, iż umożliwia się stronom konfliktu udział w przygotowaniu orzeczenia. Bywa jednak, iż przedstawiciele z państw uwikłanych w konflikt stają się bardziej adwokatami swoich krajów niż arbitrami.
Częściej stosowany w praktyce jest system amerykański. Przewiduje go również załącznik do Konwencji wiedeńskiej o prawie traktatów.

## Postępowanie
Od wyroku sądu arbitrażowego nie ma odwołania. Wyjątkiem jest sytuacja kiedy strony sporu wcześniej umówią się, że jest inaczej. Jednak przy odwołaniu się od ogłoszonego orzeczenia ten sam sąd arbitrażowy rozpatruje rewizję.
Postępowanie arbitrażowe składa się z dwóch części, pisemnej i ustnej. Strony składają najpierw wyjaśnienia na poparcie swojej sprawy, następuje narada, najczęściej tajna. Decyzje zapadają większością głosów, a ogłoszony wyrok powinien być odpowiednio uzasadniony i umotywowany. Wyrok arbitrażowy obowiązuje jedynie strony będące w sporze. Zastosowanie arbitrażu pociąga za sobą obowiązek poddania się z dobrą wiarą jego wyrokowi.
Obecnie arbitraż międzynarodowy jest rzadkim środkiem rozstrzygania sporów, gdyż jako forma jest często krytykowany za swoje niedostosowanie zasad do zmieniających się sytuacji i potrzeb na świecie.